# Ragnar Bentzel
Ragnar Hjalmarsson "Naja" Bentzel, född 23 januari 1919 i Lerum, död 16 juni 2005 i Uppsala, var en svensk statistiker och nationalekonom.

## Utbildning
Bentzel påbörjade sin forskarutbildning i statistik vid Uppsala universitet för professor Herman Wold och blev filosofie licentiat där 1947. Han bytte därefter ämne till nationalekonomi med Erik Lindahl som handledare och disputerade för doktorsgraden 1953 med en avhandling om inkomstfördelningen i Sverige.

## Karriär
Bentzel var professor i nationalekonomi och statistik vid Handelshögskolan i Stockholm 1959–1965 och övergick sedan till Industriens Utredningsinstitut (IUI). Han var chef för IUI 1961–1966. Bentzel utnämndes 1965 till professor vid Uppsala universitet, och var fortsatt verksam där fram till sin pensionering 1985.
Bentzel invaldes 1972 som ledamot av Kungliga Vetenskapsakademien. Han var ledamot i Kommittén för Sveriges Riksbanks pris i ekonomisk vetenskap till Alfred Nobels minne 1975–1988, varav 1969–1985 som sekreterare. Han återkom i kommittén som adjungerad ledamot 1990.